# رايموندو غوميز فلوريس
رايموندو غوميز فلوريس (بالإسبانية: Raymundo Gómez Flores)‏ هو سياسي مكسيكي، ولد في 24 يونيو 1952 في غوادالاخارا في المكسيك. حزبياً، نشط في الحزب الثوري المؤسساتي. وقد انتخب عضو مجلس الشيوخ من المكسيك.